# Hawker Hurricane
Hawker Hurricane je britanski lovački jednokrilac jednosjed. Prvi let prototipa bio je 6. studenog 1935., a prva inačica Mk1 uzletjela je 12. listopada 1937. U prosincu iste godine počela je i isporuka.  
Hurricane je jedan od najuspješnijih zrakoplova u Drugom svjetskom ratu. Iako u sjeni favoriziranog Spitfire-a Hurricane je glavni pobjednik u Bitki za Britaniju. U to vrijeme RAF je imao 32 eskadrile Hurricane zrakoplova u usporedbi s 19 eskadrila Spitfirea.
U originalnom dizajnu Hurricane je imao četiri mitraljeza ugrađena u trup s ispaljivanjem metaka kroz propeler. Imao je i izuzetne manevarske sposobnosti. Hurricane je dosljedno slijedio svaku inovaciju tog doba. Ugrađeni su navigacijski instrumenti za noćno letenje. Ispod trupa ugrađen je dodatni vertikalni stabilizator radi sprječavanja neželjenog okretanja oko uzdužne osi. Mitraljezi su premješteni u krila, po četiri sa svake strane. Ugradnjom propelera promjenjivog koraka mogao je brže uzletjeti i penjati. Promjene koje su slijedile odnosile su se uglavnom na vrstu motora i propelera.

## Tehničke karakteristike (Hurricane Mk.IIC)
Osnovne karakteristike
- dužina: 9,84 m
- raspon krila: 12,19 m
- površina krila: 23,92 m2
- visina: 4,0 m

Letne karakteristike
- najveća brzina: 547 km/h
- dolet: 965 km
- brzina penjanja: 14,1 m/s
- najveća visina leta: 10.970 m
- specifično opterećenje krila: 121.9 kg/m2
- motor: 1 x Rolls-Royce Merlin XX

Naoružanje
- naoružanje: Top: 4 x 20 mm Hispano Mk II

Bombe: 2 ×  110 kg ili 500 l230 kg

## Vanjske poveznice
- Hawker Hurricane - aviation-history.com
- hurricanerestoration.com
- Hawker Hurricane - k5083.mistral.co.uk
- Hawker Hurricane - warbirdalley.com